# Match de football Chili – URSS (1973)
Le match de football Chili - URSS du 21 novembre 1973 est un match de football qui devait opposer l’équipe du Chili à celle de l'URSS à l'Estadio Nacional de Chile en barrage intercontinental retour des qualifications pour la Coupe du monde de football 1974. Au match aller à Moscou, les deux équipes avaient fait match nul (0-0). L'URSS contesta la tenue du match retour dans ce stade Nacional pour des raisons liées au coup d'État du 11 septembre 1973, puis refusa de déplacer son équipe après avoir réclamé en vain que la rencontre fût organisée ailleurs en Amérique latine, sur terrain neutre. Cependant, comme l'URSS n'avait pas clairement officialisé son forfait, le match retour a été maintenu au programme par la FIFA. Ainsi, à l'endroit à l'heure et à la date prévus, seule l'équipe du Chili se présenta au coup d'envoi. En l'absence d'adversaires, les Chiliens marquèrent très rapidement un but. Faute de joueurs soviétiques pour ré-engager, le match prit fin aussitôt. En application de l’article 22 de son règlement, la FIFA disqualifia l'URSS fautive de ne pas s'être présentée au match, et donna la victoire sur tapis vert au Chili sur le score forfaitaire de 2 à 0. La junte militaire profita de l'organisation de ce match de la qualification chilienne pour transformer l’événement en un spectacle de propagande.

## Le contexte

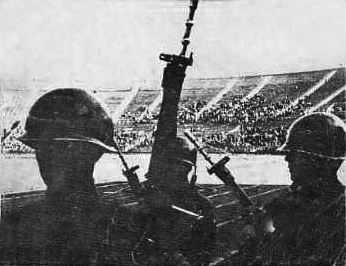
Vue du stade national et de militaires en septembre 1973.

Le 26 septembre 1973, et malgré le coup d'État du 11 septembre 1973, les équipes du Chili et d'URSS s'opposent à Moscou pour le match aller du barrage qualificatif pour la coupe du monde de football de 1974. L'URSS est favorite face à un adversaire froidement accueilli mais les deux équipes se séparent sur un score nul et vierge (0-0) plutôt favorable à l'équipe chilienne qui aura l'avantage de jouer à la maison pour le match retour.
À Santiago du Chili, la police, sous les ordres du géneral Pinochet, réquisitionne dès le 12 septembre 1973 le stade national pour y parquer, torturer et exécuter des milliers d'opposants. Les autorités sportives chiliennes promettent alors que le stade sera disponible pour la date prévue du match retour.
La FIFA en prend acte et entérine la date du 21 novembre 1973, sous réserve, toutefois, du retour positif d'une délégation dédiée. Les deux délégués la composant, le Suisse Helmut Käser et le Brésilien Abilio de Almeida, rendent un rapport étonnamment rassurant compte tenu de la situation chilienne à l'époque :
« Nous avons trouvé que le cours de la vie était normal, il y avait beaucoup de voitures et de piétons, les gens avaient l'air heureux et les magasins étaient ouverts. »
— Helmut Käser, Abilio d'Almeida, (en) Report on visit by Mr. A. d'Almeida, Vice-President and Dr H.Käser, General Secretary, to Santiago de Chile on 23 and 24 october 1973.
Toujours selon le rapport précité, le stade national constitue un simple « centre d'orientation » [sic], alors même que la presse internationale le surnomme « stade de la mort ». Un télégramme est donc envoyé, par la FIFA, à la fédération soviétique, confirmant la faisabilité du match retour au Chili. La fédération soviétique demande alors expressément la tenue du match dans un pays tiers. Cette requête est rejetée, et les Soviétiques laissent planer le doute sur le déplacement de leur équipe pour le match retour.

## Le «match»
À la date du 21 novembre 1973, le stade national, camp de concentration depuis le 12 septembre, avait retrouvé l'apparence d'une enceinte sportive classique.
L'URSS ayant refusé d'admettre et d'officialiser son forfait, la FIFA maintient le match comme prévu afin d'éviter tout recours juridique. Sous le contrôle arbitral de l'Autrichien Erich Linemayr et devant une affluence estimée entre 15 000 et 18 000 spectateurs, l'équipe chilienne engage donc le coup d'envoi du match sans le moindre joueur en opposition et s'en va marquer très rapidement un but dans des cages vides par Francisco Valdés. Faute d'équipe soviétique pour ré-engager la partie, le match prend fin aussitôt. La FIFA récompense le Chili, qualifié, d'une victoire par 2 à 0 sur tapis vert, tandis qu'elle notifie une disqualification à l'URSS en raison de sa non-présence sur le terrain (ce qui signifie que même si le Chili s'était incliné 3-0 au match aller au lieu du 0-0, ce dernier aurait obtenu la qualification).